# Ondrej Horvát
Ondrej Horvát (27. listopadu 1913 – ???) byl slovenský a československý politik Komunistické strany Slovenska a poúnorový poslanec Národního shromáždění ČSR.

## Biografie
Ve volbách do Národního shromáždění roku 1948 byl zvolen do Národního shromáždění za KSČ ve volebním kraji Nitra. Mandát držel jen do září 1948, kdy rezignoval a nahradil ho Pavol Valehrach.